# Rafiki
Rafiki (Zoològic de Hannover, 2002 - Bioparc de València, 2022) fou un dril mascle que va viure la major part de la seua vida al Bioparc de València.
Nascut al Zoològic de la ciutat alemanya de Hannover, Rafiki fou traslladat a València l'any 2007 dins d'un programa de conservació del dril coordinat per l'Associació Europea de Zoos i Aquaris. Amb les femelles Kianja i Abuja, tingué catorze descents, sis dels quals romangueren a València, mentre la resta es traslladaren a altres zoològics europeus. Kianja era la matriarca del grup, i arribà a València, com Rafiki, el 2007 des de Hannover.
Diagnosticat amb un limfoma, Rafiki rebé l'eutanàsia l'any 2022.